# Octobre 1830

## Événements
- Tocqueville et Beaumont sollicitent une mission pour les États-Unis et rédigent pour cela un mémoire imprimé en 1831 sous le titre Note sur le système pénitentiaire et sur la mission confiée par M. le Ministre de l'Intérieur à MM. Gustave de Beaumont et Alexis de Tocqueville. Tocqueville obtient un congé de dix-huit mois du garde des Sceaux pour étudier officiellement le système pénitentiaire américain. En fait, il projette déjà d'écrire un livre sur l'Amérique, œuvre susceptible de favoriser sa carrière politique.

- 1er octobre : création du « Corps des zouaves » par la France.

- 4 octobre : proclamation à Bruxelles de l’indépendance de la Belgique par un gouvernement provisoire qui convoque un Congrès national pour la fin novembre[1].

- 7 octobre, France : Victor Hugo est élu sous-lieutenant de la Garde nationale. La Fayette casse son élection.

- 8 octobre, France :
  - loi mettant en œuvre le principe du jugement par jury pour les délits de presse;
  - la Chambre des députés vote, par 225 voix sur 246 votants, une adresse au roi l'invitant à présenter un projet de loi abolissant la peine de mort, au moins pour les délits politiques.

- 9 octobre, France : le Roi reçoit une adresse de la Chambre demandant l'abolition de la peine de mort dans les condamnations politiques.

- 11 octobre, France :
  - une ordonnance décide que des récompenses seront accordées à tous les blessés de la révolution de Juillet, que des pensions seront allouées aux parents, veuves et enfants des victimes. Une médaille commémorative est créée pour les participants aux Trois Glorieuses;
  - abrogation de la loi de 1825 dite « du sacrilège », punissant de mort les profanateurs d'hosties consacrées.

- 13 octobre :
  - l'ambassadeur d'Espagne à Paris remet ses lettres de créance à Louis-Philippe;
  - France : suppression des indemnités versées aux prêtres auxiliaires.

- 16 octobre, France: L'Avenir, journal catholique libéral fondé par Lamennais, Lacordaire et Montalembert.

- 17, 18 et 19 octobre, France : émeutes républicaines à Paris. Des manifestants envahissent le Palais-Royal puis marchent sur Vincennes pour lyncher les ministres de Charles X qui y sont détenus, mais que le général Daumesnil refuse de leur livrer. L'émeute sert de détonateur à la crise ministérielle.

- 18 octobre, France : L'Élixir de longue vie, nouvelle de la série des études philosophiques d'Honoré de Balzac.

- 20 octobre, France : François Guizot a repris la situation en main, la rue est calme.

- 21 octobre, France : suppression des traitements des quatre cardinaux résidentiels.

- 24 octobre : le comte Apponyi, ambassadeur d'Autriche à Paris, remet ses lettres de créance à Louis-Philippe.

- 30 octobre : arrêté louant la ferme de Haouch-Hassan-Pacha à une société anonyme, considéré comme « le premier pas vers la colonisation » de l'Algérie. Il s'agit de la Ferme-Modèle, qui, écrit Pellissier de Reynaud, « ne fut pas le modèle des fermes ».

## Naissances
- 3 octobre : Albert Charles Lewis Günther herpétologiste et ichtyologiste britannique d'origine allemande († 15 mars 1914).
- 5 octobre : Chester Alan Arthur, futur Président des États-Unis († 18 novembre 1886).
- 12 octobre : Jacques-Joseph Brassine, général et homme politique belge († 25 décembre 1899).
- 23 octobre : Jules Halkin, sculpteur belge († 16 juillet 1888).
- 24 octobre : Marianne North, naturaliste et illustratrice botanique anglaise († 30 août 1890).

## Décès
- 8 octobre : Johann Gottfried Ebel (né en 1764), géologue et statisticien allemand.